# Acanthagrion
Acanthagrion är ett släkte av trollsländor. Acanthagrion ingår i familjen dammflicksländor.

## Dottertaxa tillAcanthagrion, i alfabetisk ordning[1]
- Acanthagrion abunae
- Acanthagrion adustum
- Acanthagrion aepiolum
- Acanthagrion amazonicum
- Acanthagrion apicale
- Acanthagrion ascendens
- Acanthagrion chacoense
- Acanthagrion chararum
- Acanthagrion cuyabae
- Acanthagrion dichrostigma
- Acanthagrion egleri
- Acanthagrion floridense
- Acanthagrion fluviatile
- Acanthagrion gracile
- Acanthagrion hartei
- Acanthagrion hildegarda
- Acanthagrion indefensum
- Acanthagrion inexpectum
- Acanthagrion jessei
- Acanthagrion kennedii
- Acanthagrion lancea
- Acanthagrion latapistylum
- Acanthagrion longispinosum
- Acanthagrion minutum
- Acanthagrion obsoletum
- Acanthagrion peruanum
- Acanthagrion peruvianum
- Acanthagrion phallicorne
- Acanthagrion quadratum
- Acanthagrion rubrifrons
- Acanthagrion speculum
- Acanthagrion taxaense
- Acanthagrion temporale
- Acanthagrion tepuiense
- Acanthagrion trilobatum
- Acanthagrion truncatum
- Acanthagrion vidua
- Acanthagrion williamsoni
- Acanthagrion viridescens
- Acanthagrion yungarum